# 多裂黄鹌菜
多裂黄鹌菜（学名：Youngia rosthornii），为菊科黄鹌菜属下的一个植物种。